# 제1사단 (베트남 공화국)
제1보병사단(Sư đoàn 1 Bộ binh)은 베트남 공화국군 제1군단 소속의 첫 번째 사단으로, 베트남 중부 지역을 방어하는 역할을 맡았다.